# 懷特沃特鎮區 (密蘇里州波林格縣)
懷特沃特鎮區（英語：Whitewater Township）是位於美國密蘇里州波林格縣的一個行政鎮區。

## 地方資料
懷特沃特鎮區的面積為134.05平方千米，皆為陸地。根據2020年美國人口普查的數據，當地共有人口945人，而人口密度為每平方千米7.05人。